# Эуст-Агдер
Э́уст-А́гдер (норв. Aust-Agder) — бывшая норвежская губерния (фюльке). Расположена в Южной Норвегии, на побережье Атлантики. Административный центр — город Арендал. Граничит с фюльке Телемарк, Ругаланн и Вест-Агдер.
Упразднена 1 января 2020 года, слилась с фюльке Вест-Агдер с созданием фюльке Агдер.

## География
По территории фюльке протекает река Товдалсэльва.

## Административно-территориальное деление
Коммуны
- Арендал
- Биркенес
- Бюгланн
- Бюкле
- Валле
- Вегорсхей
- Гримстад
- Ерстад
- Ивеланн
- Лиллесанн
- Омли
- Рисёр
- Тведестранн
- Фроланн
- Эвье-ог-Хорннес